# Oraovica (koło Crkovnicy)
Oraovica (cyr. Ораовица) – wieś w Serbii, w okręgu jablanickim, w mieście Leskovac. W 2011 roku liczyła 89 mieszkańców.